# Winnemucca (cràter)
Winnemucca és un cràter d'impacte en el planeta Venus de 30,3 km de diàmetre. Porta el nom de Sarah Winnemucca (c. 1844-1891); intèrpret i activista paiute, i el seu nom va ser aprovat per la Unió Astronòmica Internacional el 1994.